# Seeschlacht bei Kertsch
Die Seeschlacht bei Kertsch fand am 19. Juli 1790 in der Straße von Kertsch zwischen einer russischen und einer türkischen Flotte während des Russisch-Türkischen Krieges von 1787–1792 statt. Die kaiserlich-russische Schwarzmeerflotte unter Admiral Fjodor Fjodorowitsch Uschakow verhinderte dabei die Landung einer türkischen Invasionsarmee auf der Krim.

## Schlachtverlauf
Die russische Flotte unter Admiral Uschakow segelte am 13. Juli 1790 von Sewastopol kommend in Richtung südliche Krim, nachdem sie die Nachricht erreicht hatte, dass die osmanische Flotte dort gesichtet worden war. Am 19. Juli ankerte die russische Flotte vor der Straße von Kertsch. Um die gegnerische Flotte zu finden, wurden kleinere Wasserfahrzeuge ausgesandt, um diese zu lokalisieren. Um 10:00 Uhr wurde der Gegner ausgemacht und 30 Minuten später kam die türkische Flotte aus östlicher Richtung in Sicht. Mit dem Wind auf Ost-Nord-Ost kommend formte Uschakow eine Linie. Die Türken lösten ihre Gruppenformation auf und bildeten eine parallele Linie zu Uschakows Flotte. Sobald die Russen sahen, dass die türkische Linie lediglich aus den Linienschiffen gebildet worden war, formte Uschakow mit seinen sechs Fregatten eine zweite Linie in Lee. Zwischen 12 Uhr mittags und 3 Uhr nachmittags beschossen sich die gegnerischen Flotten auf große Entfernung, ohne nennenswerte Schäden auszulösen. Plötzlich drehte der Wind nach Nord-Nord-Ost und die Russen drifteten auf die Türken zu. Daraufhin versuchten die Türken abzudrehen, behinderten sich aber gegenseitig. Dabei kollidierten zwei osmanische Schiffe miteinander. Die Russen steuerten nun direkt auf die türkischen Schiffe zu, die ihnen mit ihrem Heck zugewandt waren. Der türkische Admiral beschloss, die Schlacht abzubrechen und nach Südwest abzulaufen. Gegen 7 Uhr abends brach der Schusswechsel ab. Die Russen verfolgten den Gegner die ganze Nacht über. Doch wegen der Schnelligkeit der türkischen Schiffe war diese Verfolgung erfolglos.

## Verluste
Die russischen Verluste betrugen 29 Tote und 68 Verwundete. Die Schäden an ihren Schiffen waren gering.

## Fazit
Durch diesen russischen Erfolg wurde eine osmanische Invasion auf der Krim erfolgreich abgewehrt.

## Beteiligte Schiffe
Russische Flotte (Uschakow)
- Linienschiff Roschdestwo Christowo (84 Kanonen, Flaggschiff)
- Linienschiff Marija Magdalina (66 Kanonen)
- Linienschiff Slawa Jekateriny (66 Kanonen)
- Linienschiff Swjatoi Pawel (66 Kanonen)
- Linienschiff Swjatoi Wladimir (66 Kanonen)
- Linienschiff Sw. Alexander Newski (50 Kanonen)
- Linienschiff Sw. Andrei Perwoswanny (50 Kanonen)
- Linienschiff Sw. Georgi Pobedonosez (50 Kanonen)
- Linienschiff Ioann Bogoslow (46 Kanonen)
- Linienschiff Sw. Pjotr Apostol (46 Kanonen)
- Fregatte Fanagoria (40 Kanonen)
- Fregatte Kinburn (40 Kanonen)
- Fregatte Legki (40 Kanonen)
- Fregatte Perun (40 Kanonen)
- Fregatte Strela (40 Kanonen)
- Fregatte Taganrog (40 Kanonen)
- Bombarde Sw. Ijeronim
- 2 Brander
- 13 kleinere Fahrzeuge
- Polozk

Osmanische Flotte
- Linienschiff Mukaddeme-i Nusret (74 Kanonen, Flaggschiff)
- Linienschiff Melikü’l Bahr (72 Kanonen)
- Linienschiff Feyz-i Hüda (72 Kanonen)
- Linienschiff Bahr-i Zafer (72 Kanonen)
- Linienschiff Anka-yı Bahri (72 Kanonen)
- Linienschiff Mansuriye (62 Kanonen)
- Linienschiff Fethü'l Fettah (62 Kanonen)
- Linienschiff Mesudiye (62 Kanonen)
- Linienschiff Peleng-i Bahri (62 Kanonen)
- Linienschiff Nüvid-i Fütuh (62 Kanonen)
- Linienschiff Kerem-i Badi (58 Kanonen)
- 7 Fregatten
- 36 kleinere Schiffe

## Weblink
- Battle of Kerch Strait, 19th July 1790 auf threedeck.org (englisch)